# Traian (Teleorman)
Traian è un comune della Romania di 1 954 abitanti, ubicato nel distretto di Teleorman, nella regione storica della Muntenia.